# Hypnales
Ordre
L’ordre des Hypnales regroupe des mousses de la classe des Bryopsida.

## Liste des familles
Selon Catalogue of Life (9 juin 2013) :
- famille Amblystegiaceae
- famille Brachytheciaceae
- famille Entodontaceae
- famille Fabroniaceae
- famille Hylocomiaceae
- famille Hypnaceae
- famille Leskeaceae
- famille Myriniaceae
- famille Plagiotheciaceae
- famille Pterigynandraceae
- famille Sematophyllaceae
- famille Stereophyllaceae
- famille Thamnobryaceae
- famille Theliaceae
- famille Thuidiaceae

Selon ITIS (9 juin 2013) :
- famille Amblystegiaceae
- famille Anomodontaceae
- famille Brachytheciaceae
- famille Climaciaceae
- famille Cryphaeaceae
- famille Echinodiaceae
- famille Entodontaceae
- famille Fabroniaceae
- famille Fontinalaceae
- famille Helodiaceae
- famille Hylocomiaceae
- famille Hypnaceae
- famille Lembophyllaceae
- famille Leptodontaceae
- famille Lepyrodontaceae
- famille Leskeaceae
- famille Leucodontaceae
- famille Meteoriaceae
- famille Microtheciellaceae
- famille Myriniaceae
- famille Neckeraceae
- famille Orthorrhynchiaceae
- famille Phyllogoniaceae
- famille Plagiotheciaceae
- famille Prionodontaceae
- famille Pterigynandraceae
- famille Pterobryaceae
- famille Regmatodontaceae
- famille Rhytidiaceae
- famille Rutenbergiaceae
- famille Sematophyllaceae
- famille Sorapillaceae
- famille Stereophyllaceae
- famille Theliaceae
- famille Thuidiaceae

Selon NCBI (9 juin 2013) :
- famille Amblystegiaceae
- famille Anomodontaceae
- famille Brachytheciaceae
- famille Calliergonaceae
- famille Catagoniaceae
- famille Climaciaceae
- famille Cryphaeaceae
- famille Echinodiaceae
- famille Entodontaceae
- famille Fabroniaceae
- famille Fontinalaceae
- famille Helodiaceae
- famille Hylocomiaceae
- famille Hypnaceae
- famille Lembophyllaceae
- famille Leptodontaceae
- famille Lepyrodontaceae
- famille Leskeaceae
- famille Leucodontaceae
- famille Meteoriaceae
- famille Miyabeaceae
- famille Myriniaceae
- famille Myuriaceae
- famille Neckeraceae
- famille Orthorrhynchiaceae
- famille Phyllogoniaceae
- famille Plagiotheciaceae
- famille Pleuroziopsidaceae
- famille Prionodontaceae
- famille Pterigynandraceae
- famille Pterobryaceae
- famille Pylaisiadelphaceae
- famille Regmatodontaceae
- famille Rhytidiaceae
- famille Rigodiaceae
- famille Rutenbergiaceae
- famille Sematophyllaceae
- famille Stereophyllaceae
- famille Symphyodontaceae
- famille Theliaceae
- famille Thuidiaceae
- famille Trachylomataceae

Selon World Register of Marine Species (9 juin 2013) :
- famille Amblystegiaceae
- famille Hypnaceae